# Eunice dubitata
Eunice dubitata är en ringmaskart som beskrevs av Fauchald 1974. Eunice dubitata ingår i släktet Eunice och familjen Eunicidae. Arten är reproducerande i Sverige. Inga underarter finns listade i Catalogue of Life.